# عدسة فرينل

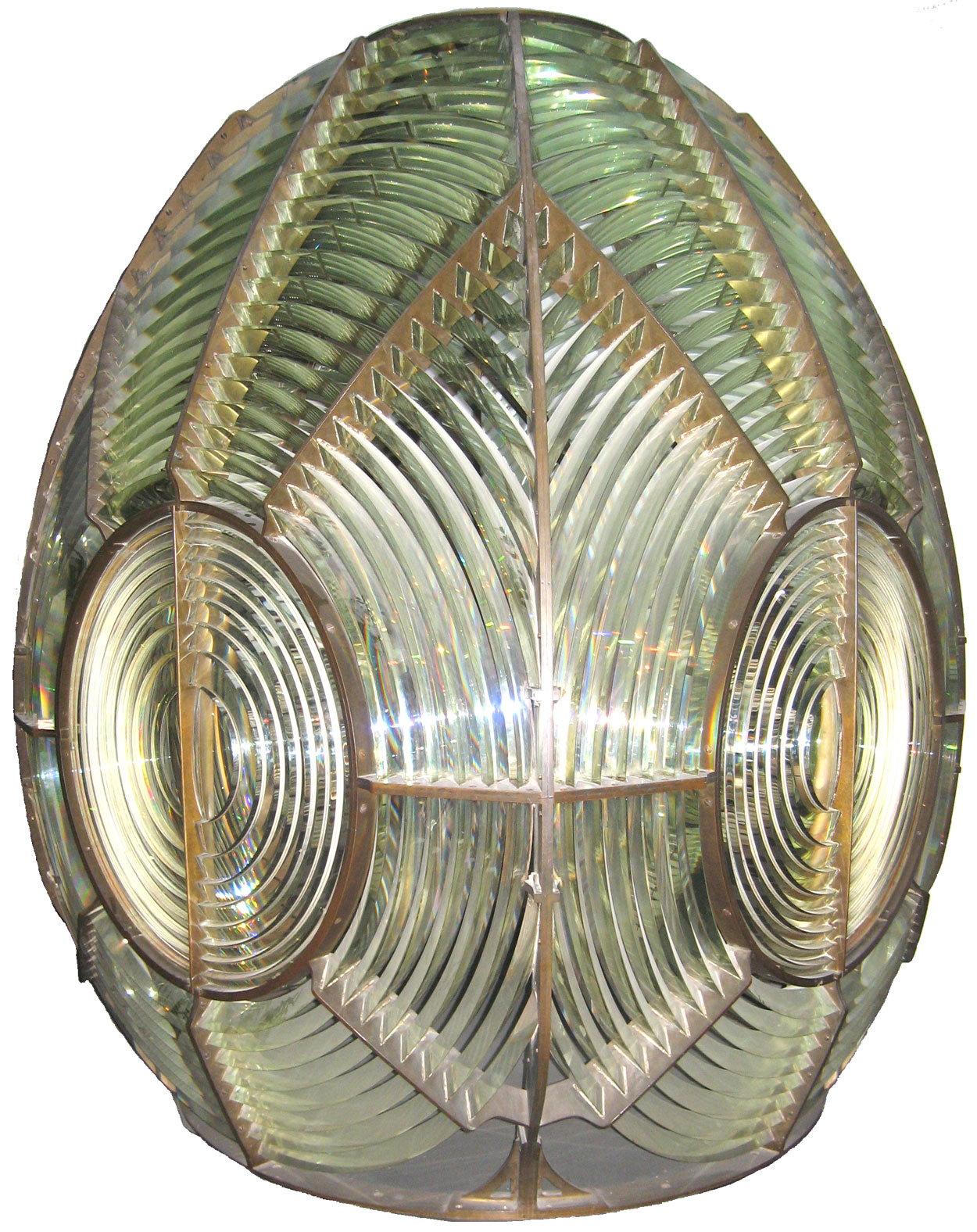
منارة عدسة فرينل المستقيمة، المعروضة في المتحف الوطني للمعروضات البحرية

تعد عدسة فرينل (تنطق على النحو التالي /freɪˈnɛl/ fray-NEL-' أو /ˈfrɛznəl/ FREZ-nel) نوعًا من العدسات قام بابتكارها في الأصل الفيزيائي الفرنسي أوغستان-جان فرينل لتستخدم في المنارات.
يسمح التصميم بإنشاء عدساتٍ ذوات فتحة عدسة كبيرة وبعد بؤري قصير بدون كتلة وحجم المواد التي تتطلبها العدسات التقليدية. يمكن صنع عدسة فرينل بشكلٍ أرق بكثير مقارنةً بالعدسات التقليدية—ففي بعض الأحوال تأخذ شكل ورقة مسطحة. تستطيع عدسة فرينل التقاط الضوء الأكثر انحرافًا من مصدر الضوء نفسه، وبذلك تسمح للضوء المنبعث من المنارة المجهزة بواحدة من تلك العدسات أن يكون مرئيًا من مسافاتٍ بعيدة.

## التاريخ
غالبًا ما تُنسَب فكرة إنشاء عدسة أَرَق وأخَف عن طريق جعلُها أقسام منفصلة يَجمَعُها إطار إلى جورج دي بوفون (Georges-Louis Leclerc). اقترح الماركيز دي كوندورسيه (1743–1794) صَقل تلك العدسة من قِطعةٍ واحدةٍ رقيقة من الزجاج.
ويرجع الفضل في أغلبِ الأحيان للمهندس والفيزيائي الفرنسي أوغستان-جان فرينلفي تطويرِ العَدَسات ذوات القطع المتعددة لِتُستَخدَم في المنارات. ووفقًا لمجلة سميثسونيان(Smithsonian)، فإن عدسة فرينل الأولى اُستُخدِمَت عام 1832 فيمنارة كوردوان(Cordouan lighthouse) في ثغر جيروندي استواري (Gironde estuary)، ويمكن أن يُرَى ضَوءه من على مسافةٍ تزيد على 20 ميل (32 كـم)  ويرجع الفضل للفيزيائي الإسكتلندي سير ديفيد بروستر (David Brewster) في إقناع المملكة المتحدة باستخدامِ تلك العدسات في مناراتِها.

## الوصف
تقلل عدسة فرينل من كميةِ المواد المطلوبة مقارنةً بالعدسة الكروية التقليدية عن طريقِ تقسيم العدسات إلى مجموعةٍ من الحلقات المتمركزة تعرف باسم «طوق فرينل». ونظريًا يوجد عدد كبير لا نهائي من تلك الأطواق.
يعد كل طوقٍ بمثابةِ موشور منفصل فعليًا، في أولِ (وأكبرِ) تباين لدى العدسة. وعلى الرغمِ من أنه قد يظهر أن عدسة فرينل مكونة من قطعةٍ واحدةٍ من الزجاج إلا أنه عن طريق فحصٍ أدق يتضح لنا أنها مكونة من العديد من القطع الصغيرة. كما أُنتجت «عدسة فرينل» فيما بعد لتُستخدم في صناعةِ مصابيح السيارات الأمامية، وكلاً من عدسات الفرامل والوقوف وعلامة الدوران وما إلى ذلك. وقد تستخدم في العصر الحديث، أجهزة التفريز القائمة على الحاسوب (CNC) لتصنيع عدساتٍ أكثر تعقيدًا.
في كلٍ من هذه الأطواق، يقل السُمك الكلي للعدسة، فيُقَسَم بفاعليةِ السطح المتصل للعدسة القياسية إلى مجموعةٍ من الأسطح لها نفس زاوية الانحناء، مع وجود انقطاعات متدرجة بينهم. يمكن أن يُنظر لعدسة فرينل على أنها مجموعة من الموشورات المرتبة على طرازٍ دائري، يميزها انحدار محدب من الحواف ومركز مسطح تقريبًا.
يسمح تصميم عدسة فرينل بانخفاضٍ شديد في السُمك (و كذا كتلة وحجم المادة)، على حسابِ انخفاضٍ في جودة التصوير الخاصة بالعدسة، ولهذا السبب ما زالت تطبيقات التصوير الدقيقة كالتصوير الفوتوغرافي تَستخدِم عدسات تقليدية ثقيلة غير عدسات (فرينل).
تُصنع عدسات فرينل غالبًا من الزجاج أو البلاستيك، وتختلف في أحجامها فإما أن تكون كبيرة (في المنارات التاريخية، ويقاس حجمها بالمتر) أو متوسطة (في الوسائل المساعدة لقراءةِ الكتب، أجهزة عرض الرسم البياني OHP) أو صغيرة (فيTLR/SLR شاشات الكاميرا، وآلات البصريات الدقيقة). في معظم الحالات تكون العدسات رقيقة جدًا ومسطحة، وغاية في المرونة، بسمكٍ يتراوح ما بين 1 إلى 5 ميلليمتر.

### أحجام عدسات المنارات

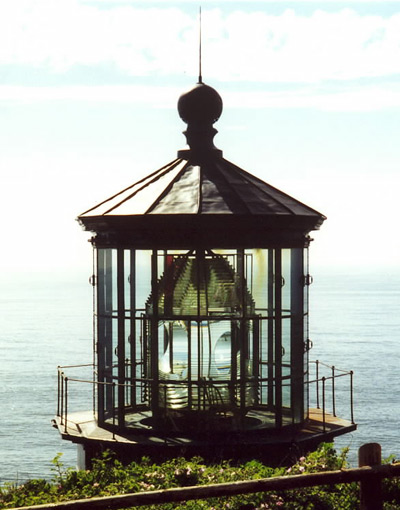
منارة كيب ميرز، الترتيب الأول عدسة فيرنل

أصدر فرينل ستة أحجام من عدسات المنارات، مقسَّمة على أربعةِ مراتب بناءً على حجمِها وطولِها البؤري. تحتل تلك العدسات المركز الأول في المرتبةِ السادسةِ وفقًا للاستخدامِ الحديث. كما تم لاحقًا إضافة حجم متوسط يقع بين المرتبتين الثالثة والرابعة، بالإضافة إلى أحجامٍ تسبق المرتبة الأولى وأخرى تلحق السادسة.
تتكون العدسة ذات النظام الأول من طولٍ بؤريٍ يصل إلى 920 ميلليمتر؛ (36 in) ومساحة بصرية تقرب من 2590 ميلليمتر؛ (8.5 ft). كما يصل حجم الأجزاء مجتمعة إلى طولٍ يبلغ حوالي 3,7 أمتار؛ (12 ft) وعرضٍ يبلغ حوالي 1,8 متر؛ (6 ft). تتكون العدسة الصغرى (ذات النظام السادس) من طولٍ بؤريٍ يصل إلى 150 ميلليمتر؛ (5.9 in) ومساحة بصرية تَقرُب من 433 ميلليمتر؛ (17 ft).
يطلق على عدساتِ فرينل الكبرى عدسة فرينل ذات الإشعاع المفرط وقد أُتيحَت تلك العدسة عندما تَقَرر إنشاء وتجهيز نقطة ضوء Makapuu ثم تم استخدام البناء البصري الضخم هناك والذي يبلغ طوله اثنا عشر قدمًا ومكون مما يزيد عن ألف موشور بدلاً من طلب عدسة جديدة.
| المرتبة         | الطول البؤري (ميلليمتر) | الارتفاع (متر) | التركيب أول مرة |
| --------------- | ----------------------- | -------------- | --------------- |
| المرتبة الثامنة |                         |                |                 |
| المرتبة السابعة |                         |                |                 |
| المرتبة السادسة | 150                     | 0.433          |                 |
| المرتبة الخامسة | 182.5                   | 0.541          |                 |
| المرتبة الرابعة | 250                     | 0.722          |                 |
| 31⁄2            | 375                     |                |                 |
| المرتبة الثالثة | 500                     | 1.576          |                 |
| المرتبة الثانية | 750                     | 2.069          |                 |
| المرتبة الأولى  | 920                     | 2.59           |                 |
| متوسط الإشعاع   |                         |                |                 |
| مفرط الإشعاع    | 1330                    |                | 1879            |

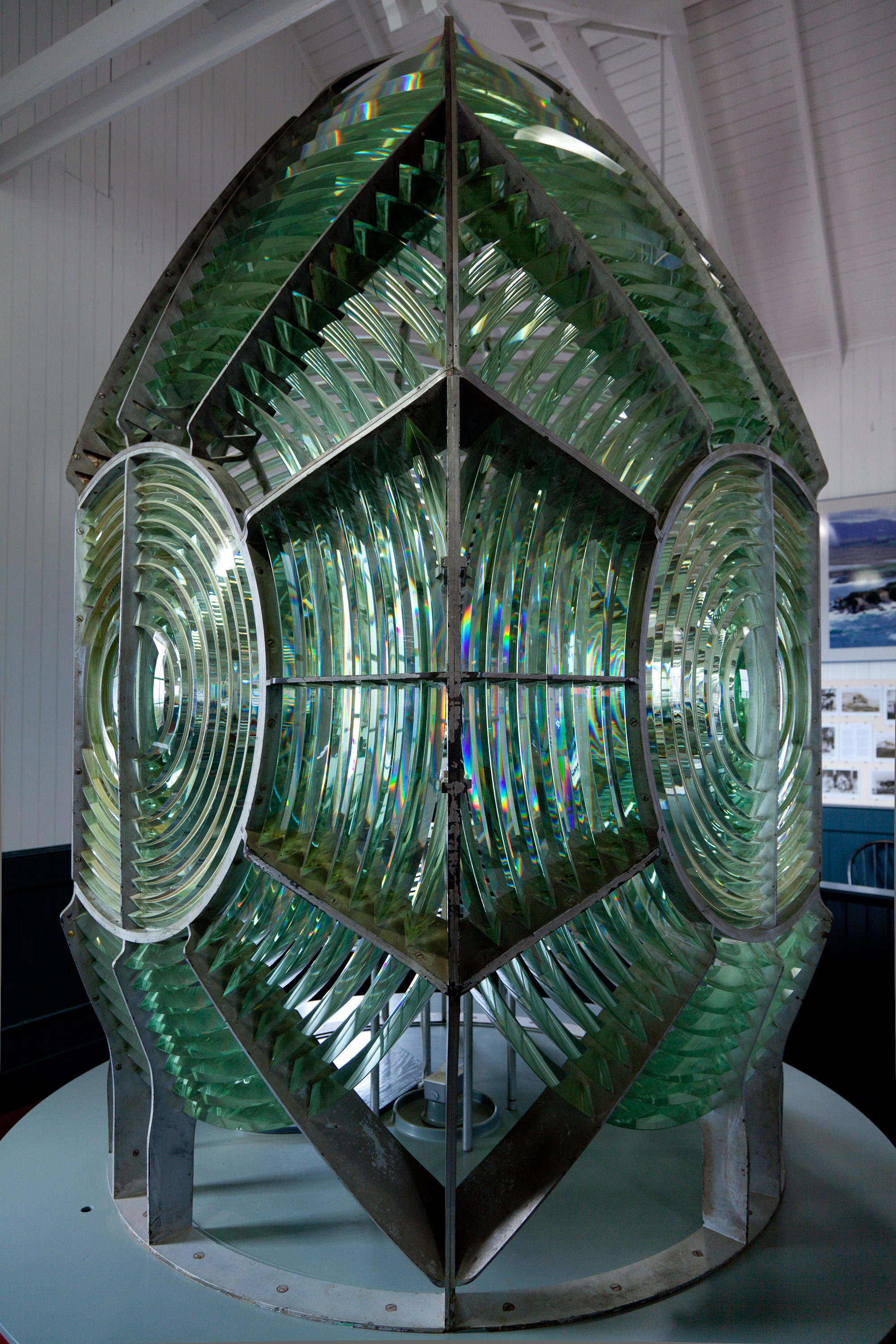
عدسة المرتبة الأولى
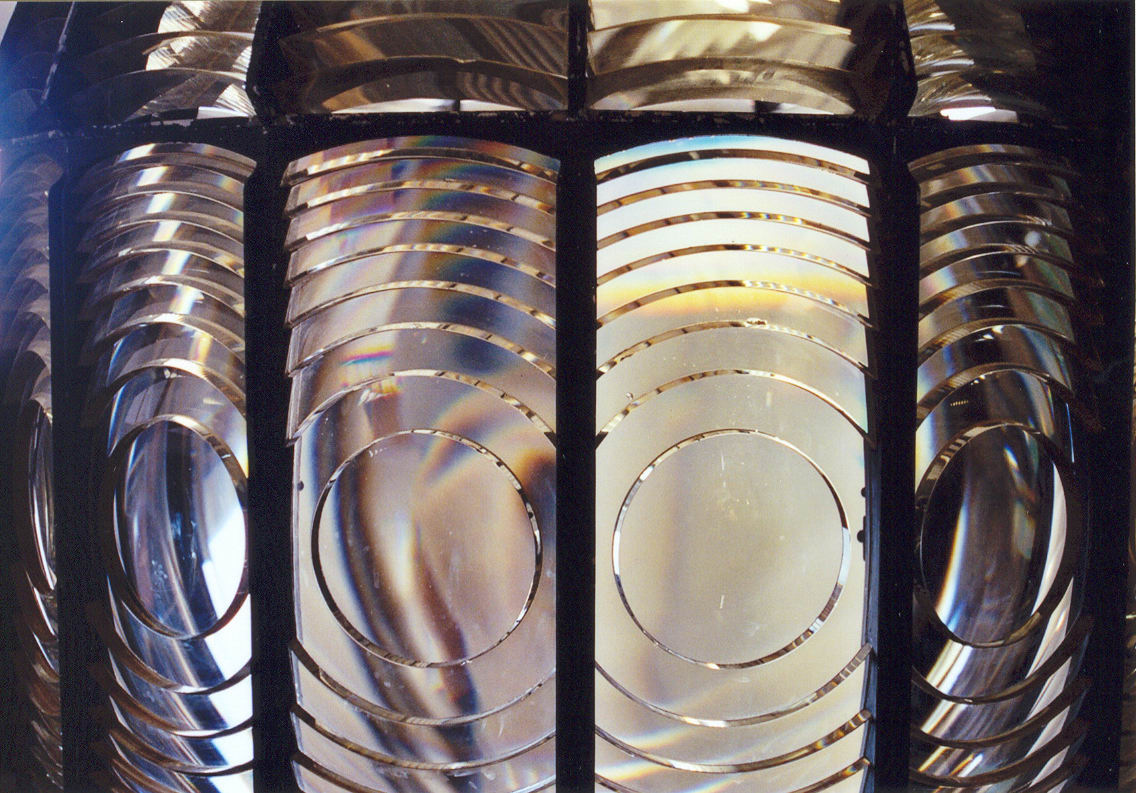
صورة مقربة لعدسة المرتبة الثانية
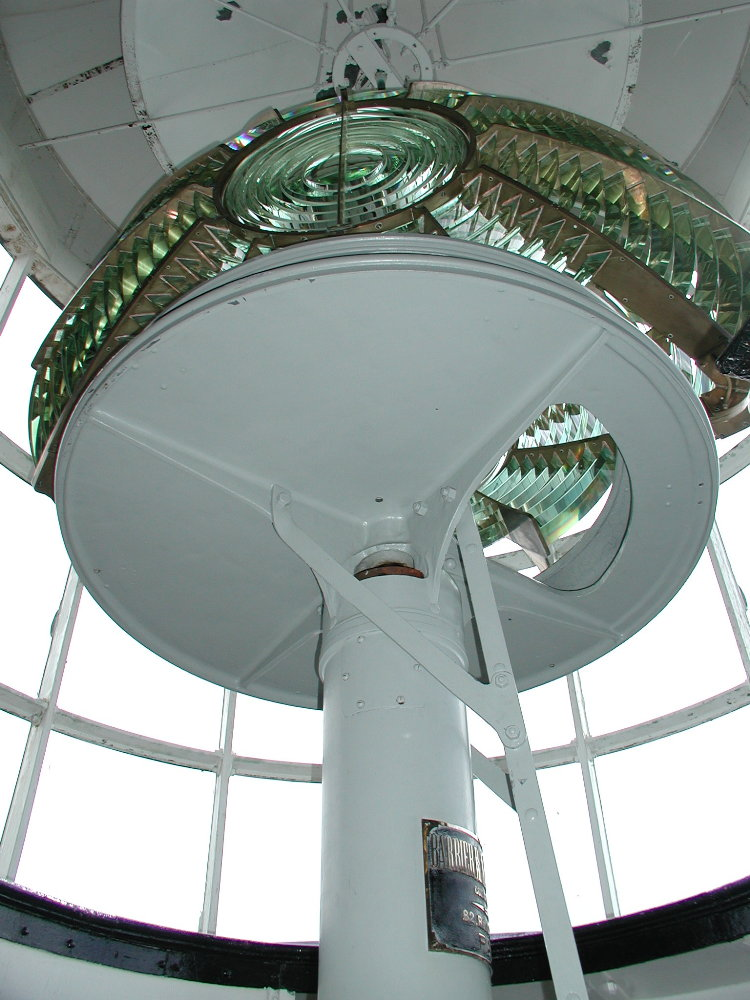
عدسة المرتبة الثالثة ([[منارة سبليتروك]])
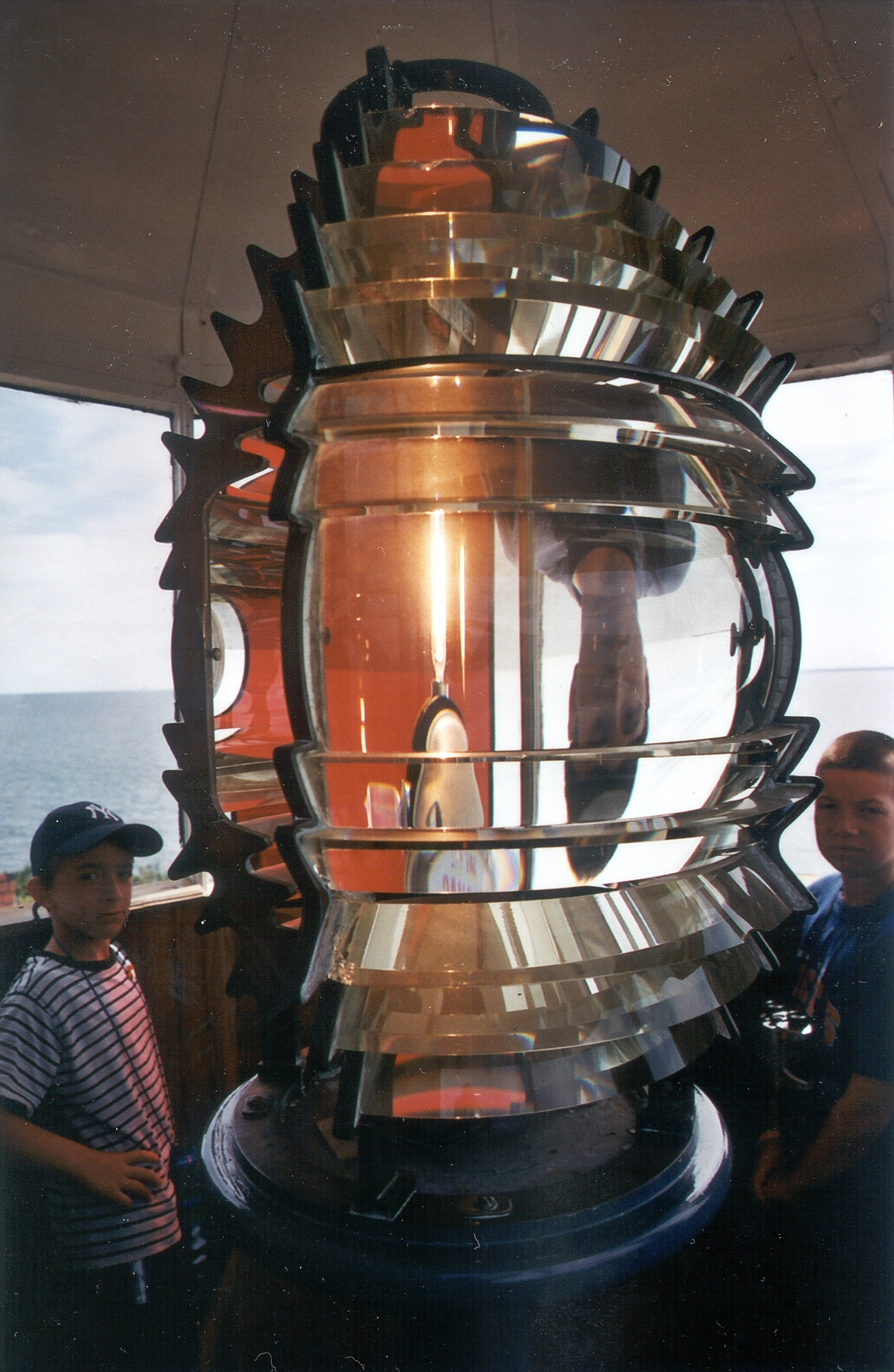
عدسة المرتبة الرابعة (نقطة ضوء Nobska)

## الأنواع

### الشكل الكروي
لا تختلف عدسة فرينل الكروية عن العدسة الكروية العادية.

### الشكل الأسطواني
لا تختلف عدسة فرينل الأسطوانية عن العدسة الأسطوانية العادية.

## الاستخدامات

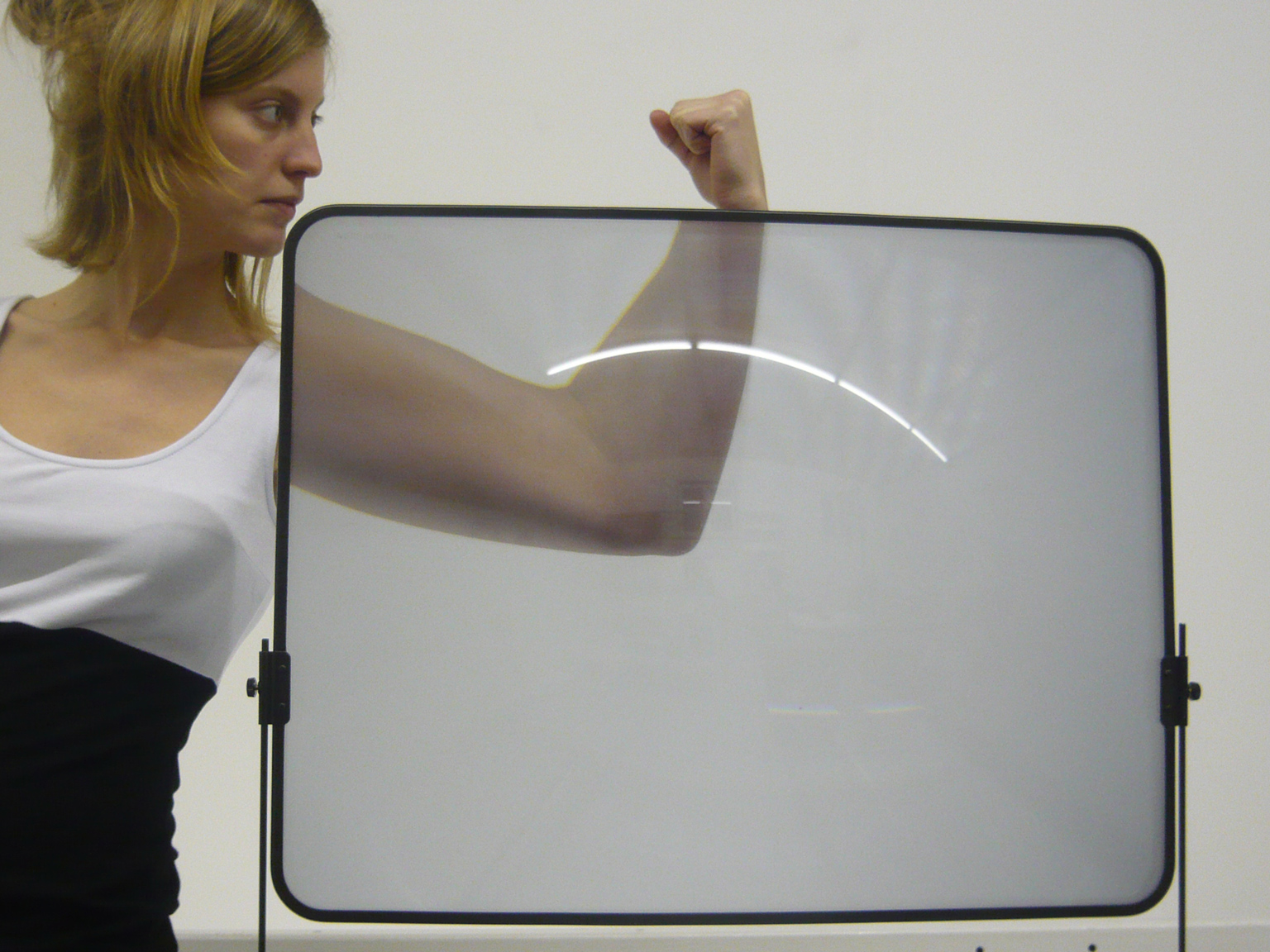
عدسة فرينل بلاستيكية تم بيعها كجهاز لتكبير شاشة التلفاز

مقارنة بين مقطع لعدسة محدبة وعدسة فرينل

يقلل استخدام عدسة فرينل في عرض الصور من جودة تلك الصور، لذلك يُفضل استخدامها عندما لا تكون الجودة شيئًا مهمًا أو تكون تكلفة استخدام قطعة كبيرة من العدسات الصلبة باهظة الثمن. ويمكن سبك وتشكيل عدسات فرينل قليلة التكلفة باستخدام البلاستيك الشفاف وتستخدم تلك العدسات في أجهزة العرض العلوية، والتلفازات حدبة، وعدسات تكبير الألواح المحمولة. كما استخدمت عدسات فرينل في زيادةِ الحجم المرئي CRT الموجود في تلفازات الجيب، وخاصةً سنكلير للأبحاث TV80. وتستخدم أيضًا في إشارات المرور. كما يمكن أيضًا استخدامها لتصحيح بعض الاضطرابات البصرية، بما في ذلك اضطرابات الحركة العينية كالحول على سبيلِ المثال.
وبما أن عدسات فرينل البلاستيكية يمكن أن تُصَنَع على نحوٍ أكبر حجمًا من نظيرتها الزجاجية بالإضافة إلى أنها أقل تكلفةً وأخف وزنًا، لذا فقد تستخدم لتركيز ضوء الشمس من أجل أغراض التسخين في المواقد الشمسية، وأكيار الحدادة الشمسية، وفي السخانات الشمسية المستخدمة في تسخين المياه للاستعمال المنزلي.
ولعل الاستخدام الأوسع انتشارًا لعدسات فرينل لفترة من الزمن هو المصابيح الأمامية للسيارات، حيث يمكنهم تشكيل الشعاع شبه المتوازي الصادر من العاكس مكافئي المَقطَع لتلبية متطلبات نموذج الشعاع الأساسي والمنحدر، واللذان يصدُران في الغالب من نفس وحدة المصباح الأمامي (و مثال لذلك تصميم المصباح الأوروبي H4). وقد استغنت السيارات الأحدث عن عدسات فرينل الزجاجية لأسبابٍ تتعلق بتكلِفتها ووزنها وأثر المقاومة لديها، واستبدلتها بعاكسات متعددة الأوجه مزودة بعدساتٍ منبسطة متعددة الكاربونات. ومع ذلك فقد استمر استخدام عدسات فرينل بشكلٍ كبيرٍ في مؤخرة السيارة، وعَدادها وأضوَائها الخلفية.
كما تستخدم عدسات فيرنل في المحركاتِ اليسرى الخاصة مقطورة الأوربية التي تدخل المملكة المتحدة والجمهورية الأيرلندية (والعكس بالعكس، في المحركات اليمنى الخاصة بالمقطورات الأيرلندية والبريطانية والتي تدخل إلى أوروبا) وذلك للتغلب على البقعِ العمياء الناتجة بسببِ سائقي الشاحنات أثناء جلوسهم في الجانبِ «الخطأ» من القاطرة أو القيادة على الجانب «الخطأ» من الطريق. وتكون تلك العدسات متصلة بالنافذة الجانبية للراكب.
كانت تستخدم عدسات فرينل الزجاجية ذات الجودة العالية في الفنارات، حيث كانت تعتبر الفنارات مقامًا فنيًا رفيعًا في أواخر القرن التاسع عشر وفي منتصف القرن العشرين، ولكن معظمها الآن توقف عن تقديم أيةِ خدمات. عادةً ما تشتمل أنظمة عدسة فرينل للفنارات على العناصرالموشورية الحلقية، المحتشدة في القباب الموجهة أعلى وأسفل مستوى فرينل المركزي، وذلك للحصول على جميع الضوء المنبعث من مصدره. وقد يحتوي الممر الضوئي الذي يَعبُر من خلال تلك العناصر علىانعكاس داخلي، بدلاً من الانكسار البسيط في عنصر فرينل المستوي. تمنح هذه العدسات فوائد عملية كثيرة للمصممين، والبنَّائين، ومستخدمي الفنارات والإضاءة الخاصة بها. ومن جملة الاستخدامات، أن تلائم العدسات الأصغر حجمًا المساحات الأضيق. انبعاثات ضوئية أكبر على مسافاتٍ أطول، وبأنماطٍ مختلفة تجعل من الممكن قياس منطقةٍ ما بالتثليث.
يمكن أيضًا أن تُستَخدَم عدسات فرينل في أجهزةِ الإضاءة في المسارح والصور المتحركة (انظر مشكاة فرينل)، ويطلق على تلك الأجهزة في الغالب اسم أجهزة فرينل. ويحتوي الجهاز بأكلمه على غطاءٍ معدني، وعاكس، وقاعدة مصباح، وعدة فرينل. تسمح معظم أجهزة فرينل بأن يتحرك المصباح مع النقطة البؤرية، بشكلٍ مترابط، من أجل زيادة شعاع الضوء أو تقليله. ونتيجةً لذلك فإنها تعد شديدة المرونة حيث أنها تستطيع أن تُنتج شعاعًا بضيق 7 درجات أو آخر بسعة 70 درجة. تنتج عدسة فرينل شعاعًا ذا حافة ناعمة للغاية، لذا غالبًا ما يُستَخدم كضوءٍ كاشف. ويمكن أن يتم وضع حمل أمام العدسة لحمل فيلم بلاستيكي ملون (gel) لصبغ الأضواء أو الشاشات السلكية أو لحمل بلاستيك بلوري لنشرِها. تعد عدسة فرينل مفيدة في صنع الصور المتحركة وذلك ليس لقدرَتِها على تجميعِ شعاع الضوء أكثر من العدسات العادية فقط ولكن أيضًا لأن للضوء كثافة ثابتة نسبيًا عبر العرض الكامل لشعاع الضوء.

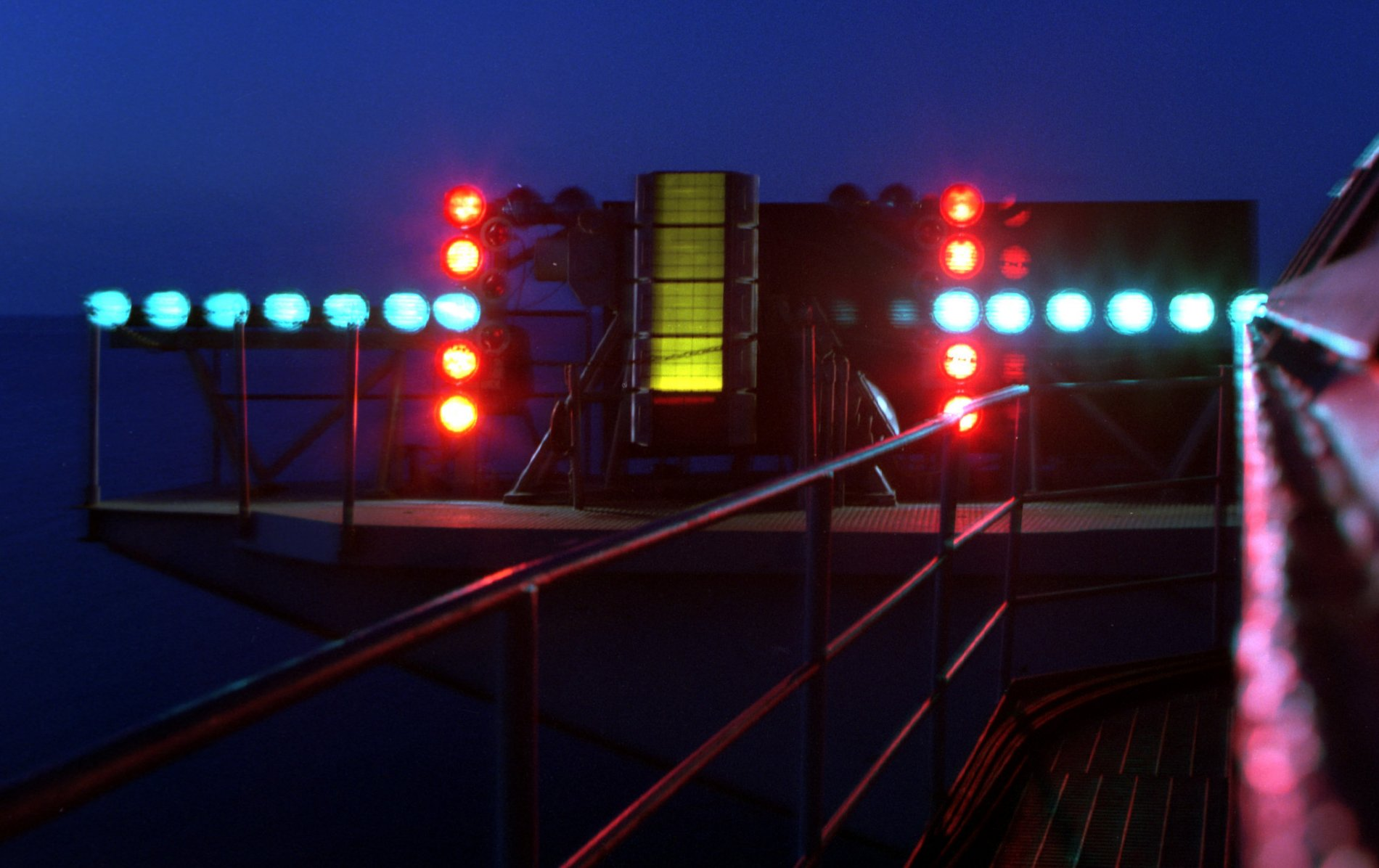
نظام الهبوط البصري على حاملةِ الطائرات البحرية الأمريكية USS Dwight D. Eisenhower

عادةً ما تستخدم حاملات الطائرات البحرية والمحطات البحرية الجوية عدسات فرينل في أنظمة هبوطها البصرية تساعد أنظمة الهبوط البصرية، المعروفة بأضواء «كرات اللحم» أو "meatball"، الطيار على الحفاظ على اتخاذِ منحدر انزلاق سليم للهبوط. يوجد في المنتصف أضواء حمراء أو كهرمانية اللون مصنوعة من عدسات فرينل. وبالرغم من أن الأنوار تكون دائمًا مضاءة، إلا أن زاوية العدسة من منظور الطيار تحدد لون ووضع الضوء المرئي. فإذا ظهرت الأضواء أعلى من القضيب الأفقي ذي اللون الأخضر، يدل ذلك على أن الطيار لا يزال مرتفعًا جدًا. وإن كان أدنى منه بكثير فإن الطيار في هذه الحالة منخفض جدًا، وكذلك عندما تكون الأضواء حمراء.
ظهرت تطبيقات جديدة للطاقة الشمسية، حيث تستطيع عدسات فرينل تركيز أشعة الشمس (بنسبةٍ قد تصل إلى ما يقرب من 500:1) في خلايا شمسية. لذا، فإن سطح الخلية الشمسية النشط يمكن أن يتضاءل للكسور بالمقارنةِ مع الوحدات الشمسية التقليدية. ويقدم هذا احتمالية لتوفير تكلفة معقولة من خلال استهلاك مادي منخفض، كما أنه من الممكن استخدام خلايا شمسية عالية الجودة وباهظة الثمن، مما يحقق كفاءة عالية تحت التركيز وذلك بسبب وجود الآثار الحرارية الديناميكية.
ويتم إدراج عاكسات فرينل في قائمة الجيل القادم من أنظمة الطاقة الحرارية. لمزيد من المعلومات انظر القوة الشمسية.
وفي مجال التصوير، استخدمت الكاميراPolaroid SX-70 عاكس فرينل كجزء من نظام العرض فيها.
كما تستخدم عدسات فرينل ذوات البؤر المتعددة كجزءٍ من الكاميرات التي تقوم بتحديد بصمة الشبكية، حيث إنها تَمنَح صورًا خارج وداخل نطاق التركيز للهدف المثبت بداخل الكاميرا. بالنسبة لجميع المستخدمين تقريبًا، يجب أن تكون واحدة على الأقل من تلك الصور مركزة، حتى تسمح بمحاذاة سليمة للعين.
شهدت عدسة فرينل بعض التطبيقات لتحسين قراءة الركاب للأضواء على متن طائرات الإيرباص: في الكابينة المظلمة، كي لا يبهر شعاع الضوء المتركز بصر الركاب المجاورين.
كما تُستَخدم أيضًا عدسات فرينل في مجالِ الترفيه العام. فمثلاً استخدمها فنان الروك البريطاني بيتر جابريال (Peter Gabriel) في حفلاته الفردية الحية ليقوم بتكبير حجم رأسه بحيث تتجاوز حجم بقية جسده كنوعٍ من المؤثراتِ الدراميةِ المضحكة. وفي فيلمتيري جيليام (Terry Giiliam) البرازيل، ظهرت عدسات فرينل بشكلٍ واضح كمكبرات لمشغلات CRT الصغيرة المستخدمة في كل مكاتب وزارة المعلومات. ومع ذلك فقد تظهر بين الممثلين والكاميرا، مما يحرف في النِسَب ويُحَول تَركيب المشهد إلى مَشهد هَزلي.

### آلات العرض
وتستخدم عدسة فرينل بأطوالها البؤرية المختلفة (مسددة واحدة ومجمع واحد) في آلات العرض التجارية والمصنوعة يدويًا افعلها بنفسك. العدسة المسددة لها الطول البؤري الأصغر وتوضع في مكانٍ قريب من مصدر الضوء، والعدسة المحصلة، التي تركز الضوء على عدسةٍ ثلاثية، توضع بعد الصورة الساقطة (لوحة مصفوفة LCD نشطة في أجهزة عرض LCD). كما تستخدم عدسات فرينل كمسددات في أجهزة العرض العلوية.

### القوة الشمسية
حديثًا [متى؟] تم استخدام عاكسات فرينل في مصانع تركيز القوة الشمسية (CSP) لتركيز الطاقة الشمسية. فعلى سبيل التطبيق تم تسخين مياه في محطة ليدل للطاقة، التي تعمل بالفحم، في هانتر فالي بأستراليا.

## كتابات أخرى
- "The Fresnel Lens." The Keeper's Log (Winter 1985), pp. 12–14.
- الفنارات، الإضاءات، العدسات، الهندسة، أوغسطين فرينل، سيرة ذاتية تاريخية، حرس حدود الولايات المتحدة.
- حرس حدود الولايات المتحدة، مساعدات الملاحة، (Washington, DC: مكتب الولايات المتحدة للطباعة، 1945).
- قالب:Cite uscgnavbib
- United States Coast Guard, Fresnel Lenses Still in Operation.

## وصلات خارجية
- مخرج الفنار: عدسة فرينل (يحتوي على صور).
- Pepper, Terry. "Seeing the Light: Lighthouses on the western Great Lakes". مؤرشف من الأصل في 2019-03-31.
- أفعال تدميرية مختلفة باستخدام تركيز أشعة الشمس.
- كيفية عمل عدسات فرينل.
- تحليل بالكمبيوتر لمقطع من عدسات فرينل موضح في الجزء الخاص بالصور في هذا المقال.